# Pteroeides tenerum
Pteroeides tenerum är en korallart som beskrevs av Rudolf Albert von Kölliker 1869. Pteroeides tenerum ingår i släktet Pteroeides och familjen Pennatulidae. Inga underarter finns listade i Catalogue of Life.